# Voci nella notte (serie televisiva)
(Jack Killian)
Voci nella notte (Midnight Caller) è una serie televisiva statunitense andata in onda dal 1988 al 1991 sulla NBC.
La serie, composta da tre stagioni, ha affrontato diverse tematiche come l'AIDS, la pena di morte e la pedofilia. 
È stata trasmessa anche in Italia a partire dal 16 gennaio 1991, inizialmente su Canale 5 (trainata dalla serie cult I segreti di Twin Peaks), e in seguito su Italia 1 in seconda serata. 
Nel corso della sua storia, la serie ha vinto 2 Emmy Awards.

## Trama
Jack Killian, interpretato da Gary Cole, è un ex detective della polizia di San Francisco, che ha lasciato la divisa dopo aver ucciso accidentalmente un suo amico e compagno di squadra, durante una sparatoria. Crollato nel baratro della depressione e dell'alcolismo, un giorno Killian viene contattato dalla bella e ricca Devon King, proprietaria della stazione radiofonica KJCM-FM, che gli offre un posto come conduttore. Killian accetta diventando una voce familiare per i nottambuli della città, che lo chiamano in cerca di soluzioni ai loro problemi. Killian utilizza la sua esperienza come poliziotto per risolvere la varie ed intricate situazioni.

## Episodi
| Stagione         | Episodi | Prima TV USA | Prima TV Italia |
| ---------------- | ------- | ------------ | --------------- |
| Prima stagione   | 17      | 1988-1989    | 1991            |
| Seconda stagione | 21      | 1989-1990    |                 |
| Terza stagione   | 23      | 1990-1991    |                 |

## Controversie
Nel terzo episodio della prima stagione, intitolato After It Happened andato in onda il 13 dicembre 1988, veniva raccontata la storia di un uomo bisessuale che volontariamente contagiava donne eterosessuali con il virus HIV. Originariamente l'episodio terminava con l'uccisione dell'uomo per mano di una delle donne infettate, improvvisatasi giustiziere, e con una squadra in tute antiradiazioni impegnata nel portare via il corpo. La versione andata in onda mostrava l'uomo che veniva arrestato prima che la donna gli sparasse.
L'episodio suscitò diverse e forti polemiche, in un momento sociale in cui lo spettatore non aveva ancora ben percepito la forte problematicità dell'AIDS. Diverse associazioni, che si battevano per far conoscere il problema, attaccarono fortemente la serie e il network che lo trasmetteva, accusando di rappresentare un problema in maniera errata e superficiale, e dando al telespettatore un'immagine distorta dei portatori del virus. Le proteste furono lanciate dal GLAAD e da altre associazioni che chiesero la cancellazione della serie.